# Ataúd de tronco

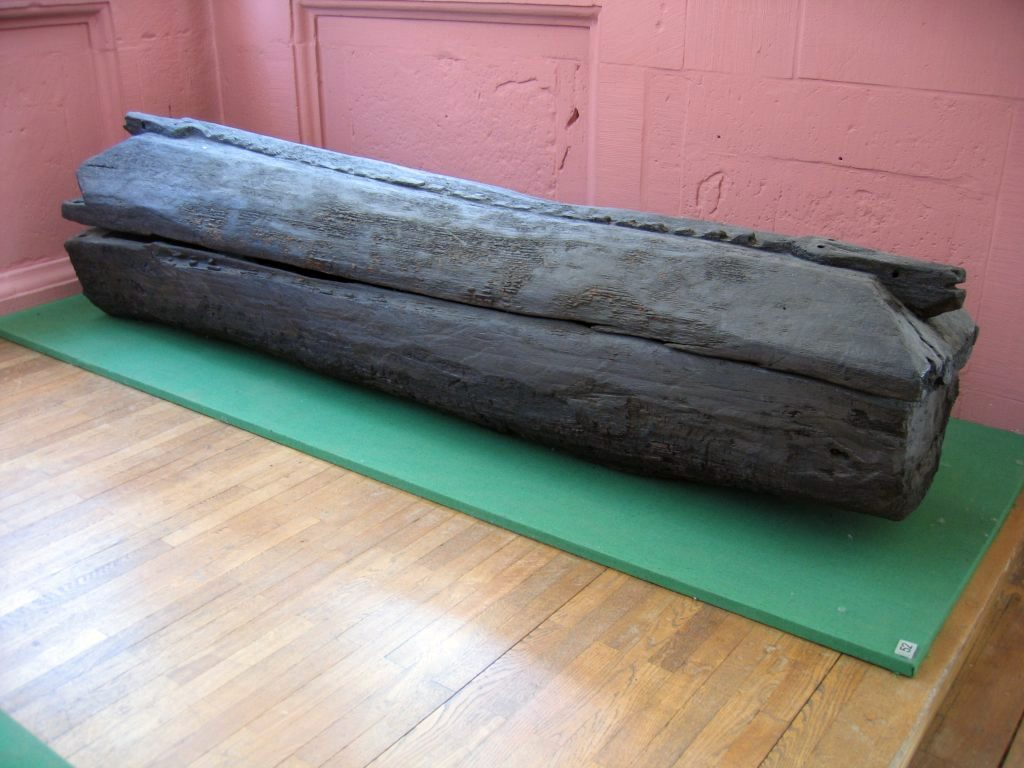
Ataúd de árbol del cementerio alemán medieval de Oberflacht.

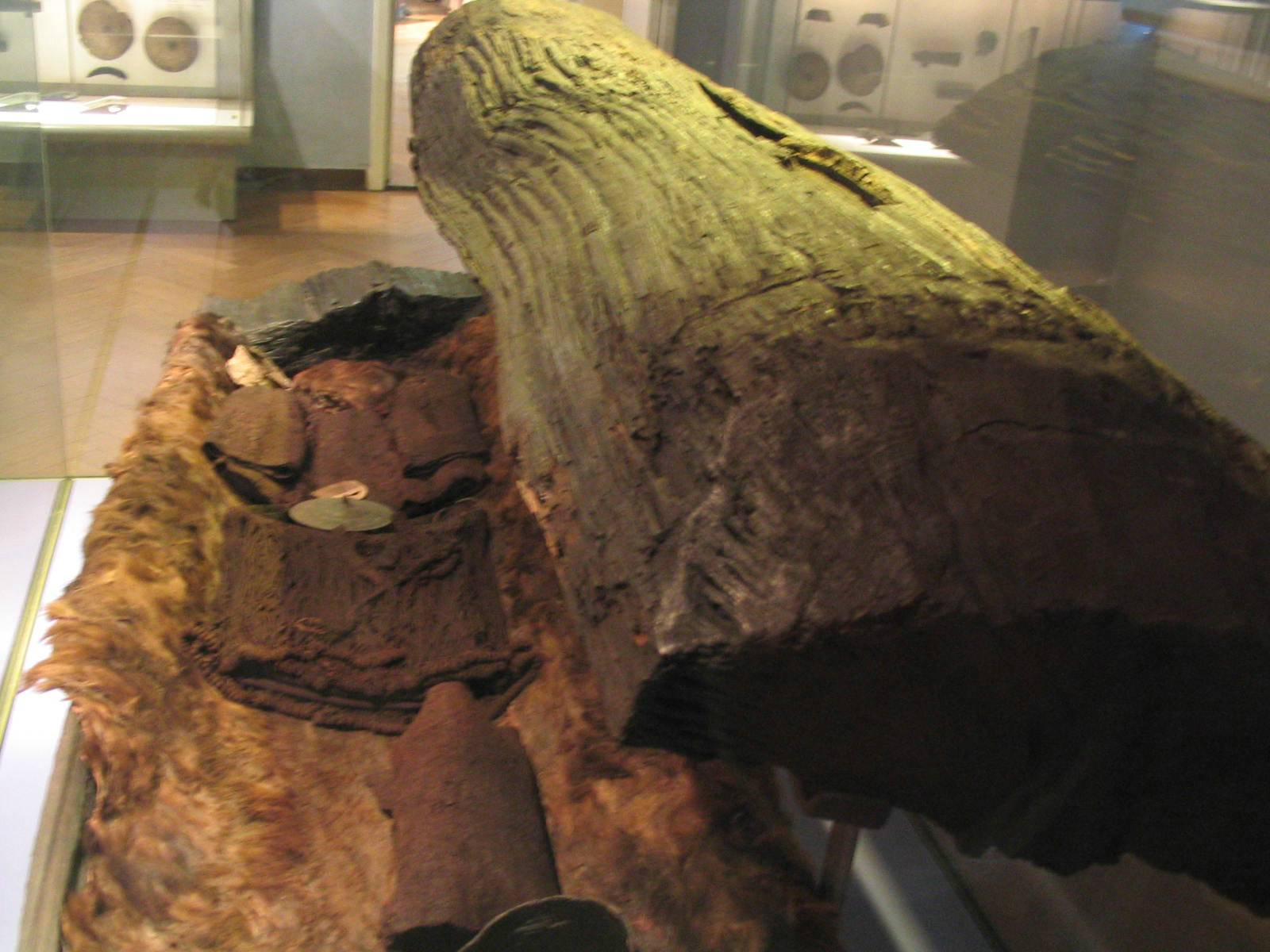
El ataúd de La chica de Egtved.

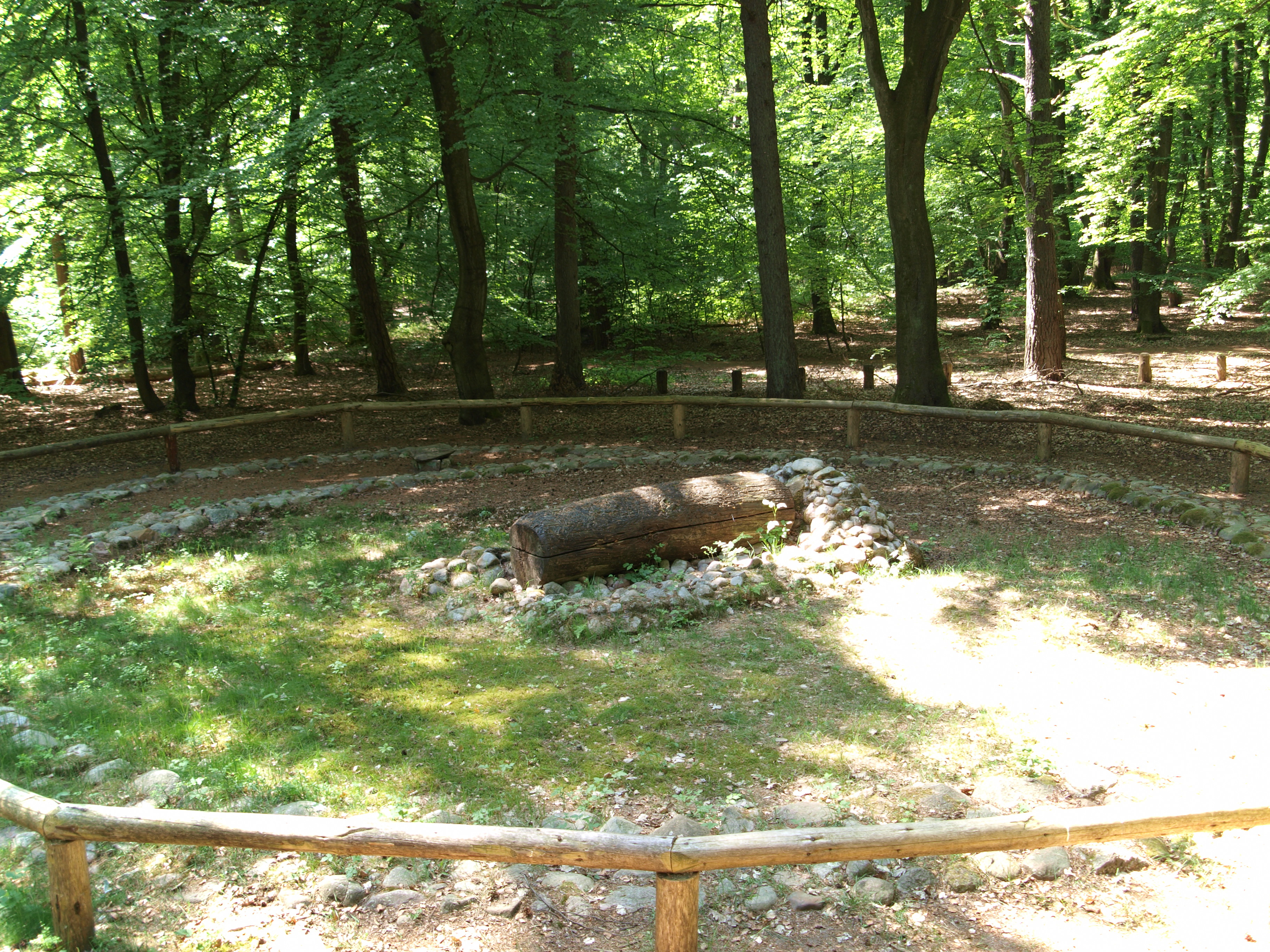
Reconstrucción en la ruta de senderismo arqueológica en Fischbeker Heide.

Un ataúd de tronco o ataúd de árbol (en danés: Bulkiste ) es un ataúd hecho con el tronco de un árbol que ha sido cortado longitudinalmente en dos y ahuecada la parte inferior. Cuando se usa madera de roble, el tanino contenido en la madera a menudo conduce a una buena conservación de los materiales orgánicos, especialmente los textiles. A menudo, sin embargo, se acaba descomponiendo y solo la decoloración en el suelo indica entierros en ataúdes de árboles.
Los ataúdes de árboles se depositaron principalmente en túmulos durante la Edad del Bronce Nórdica en el noroeste de Europa, pero se siguieron usando hasta inicios de la Edad Media. Su uso comenzó cuando el entierro sentado o acuclillado dio paso al entierro con el cuerpo tendido de espaldas. A finales de la Edad del Bronce su uso desapareció al generalizarse la cremación, pero volvió a resurgir a finales del primer milenio a. C. junto con la inhumación, como muestra la mujer celta de Zúrich descubierta en 2017 enterrada en un ataúd de tronco hacia 200 a. C. Algunos túmulos de la Edad del Bronce temprana en Jutlandia (Dinamarca) ocupan una posición especial en la investigación arqueológica. Los grandes túmulos de Borum Eshøj, Guldhøj, Muldbjerg, Skrydstrup y Trindhøj generalmente se construían con turba, que formaba una enorme manta húmeda sobre las tumbas. Las sales de hierro, que se encuentran naturalmente en la turba, crearon una capa de arenisca de hierro. La capa impedía que el aire ingresara al interior del cerro. Los ataúdes de roble y su contenido quedaban así encerrados en un entorno protector muy similar al de los pantanos. El grado de conservación de los esqueletos y sus ajuares varía de una colina a otra.
El entierro en ataúd de árbol más conocido es el de La chica de Egtved. La tumba de Muldbjerg también contenía tejidos en buen estado. El cabello suele estar bien conservado. A veces, incluso se pueden intuir los rasgos faciales. La piel bien conservada sobre la calavera de la joven de Skrydstrup revela sus hermosos rasgos en vida. Lleva un peinado con una redecilla de crin de caballo negro y en sus orejas pendientes grandes de aro de oro. De la tumba del hombre en Guldhøj, se recuperaron pieles de nutria y algunos objetos de madera, incluidos cuencos y una silla plegable de madera. En el cinturón había una daga en una funda de madera. Como en la mayoría de las tumbas danesas de la Edad del Bronce, el cuerpo yacía sobre una piel de vaca. Los hombres de Muldbjerg y Trindhøj proporcionaron información sobre ropa y joyas: ambos estaban vestidos con taparrabos largos que se sujetaban con correas de cuero. Todavía no tenían pantalones. Ambos hombres llevaban una capa en forma de riñón sobre el hombro y un sombrero de ala redonda. Espadas, broches, botones dobles y hebillas de cinturón completaban su equipamiento.
Se conocen unos 60 ataúdes de árbol en Dinamarca y Schleswig.  En cuanto a los fechados dendrocronológicamente (28 especímenes), proceden principalmente del período comprendido entre 1391 y 1344 a. C. Solo tres de ellos son más recientes. En la colina de Eldsberga (Suecia) se depositaron dos ataúdes de árbol en el techo de una tumba de corredor, finalmente cubierta por un montículo.
Los ataúdes de árboles también se utilizaron durante el periodo de las invasiones bárbaras y la época vikinga. En los actuales Países Bajos y entre los vikingos, era habitual que el cadáver quedara en el centro de la pequeña cámara sepulcral dentro del ataúd sin tapa. Se han encontrado ejemplares en Suiza, por ejemplo, en la ciudad de Bülach, en la catedral de Berna, en la capilla merovingia de San Esteban en el distrito de Biel-Mett (siglo VII) y en el área de la comunidad de Zillis-Reischen (siglo VIII). Un ataúd de árbol de finales del siglo VIII fue encontrado en la colegiata de Mattsee. También se encontraron ataúdes de árbol en el Tirol del Sur, cerca de la iglesia de Sankt Zeno, cerca del castillo de Reifenstein. Varios ataúdes de árbol del cementerio franco - alamán de Oberflacht cerca de Tuttlingen (Baden-Württemberg) del siglo VI están particularmente bien conservados y tienen imágenes de serpientes o dragones grabadas en las tapas. Además, bajo la catedral de Magdeburgo en Sajonia-Anhalt (posiblemente la ubicación de un palacio real altomedieval), se encontraron numerosas tumbas, incluyendo ataúdes de árbol.
De Francia, solo se conoce un hallazgo con un ataúd tallado en el tronco de un árbol en el cementerio del priorato de Sainte-Foy en Coulommiers (Sena y Marne). En los Países Bajos hay hallazgos del siglo VI al X en la península de Walcheren (Zelanda). En Gran Bretaña, en Selby, Yorkshire del Norte, en Church Hill, donde una vez estuvo una iglesia, se encontraron 14 ataúdes de tronco de roble. Otro sitio con hallazgos similares de la Alta Edad Media fue la colina del castillo de Edimburgo (Escocia). En la ciudad de Skara (Suecia), se descubrieron cuatro ataúdes de árbol a las afueras de la iglesia catedral durante un trabajo de alcantarillado en 1889. En Wernigerode am Harz se encontraron 72 ataúdes de árbol orientados oeste-este. Los resultados de la investigación sobre los entierros de ataúdes de árbol de Franconia de Wesel / Bislich, arrojó una cantidad de 800. 